# Islip, Northamptonshire
Islip är en ort och civil parish i Storbritannien.   Den ligger i grevskapet Northamptonshire och riksdelen England, i den sydöstra delen av landet, 100 km norr om huvudstaden London. Islip ligger 55 meter över havet och antalet invånare är 763.
Terrängen runt Islip är platt. Runt Islip är det ganska tätbefolkat, med 179 invånare per kvadratkilometer. Närmaste större samhälle är Kettering, 13,1 km väster om Islip. Trakten runt Islip består till största delen av jordbruksmark.